# Воля-Лонцька
Воля-Лонцька (пол. Wola Łącka) — село в Польщі, у гміні Лонцьк Плоцького повіту Мазовецького воєводства.
Населення — 146 осіб (2011).
У 1975-1998 роках село належало до Плоцького воєводства.

## Демографія
Демографічна структура станом на 31 березня 2011 року:
|          | Загалом | Допрацездатний вік | Працездатний вік | Постпрацездатний вік |
| -------- | ------- | ------------------ | ---------------- | -------------------- |
| Чоловіки | 66      | 7                  | 51               | 8                    |
| Жінки    | 80      | 18                 | 52               | 10                   |
| Разом    | 146     | 25                 | 103              | 18                   |